# Trichodes
Trichodes es un género de escarabajos de la familia Cleridae.

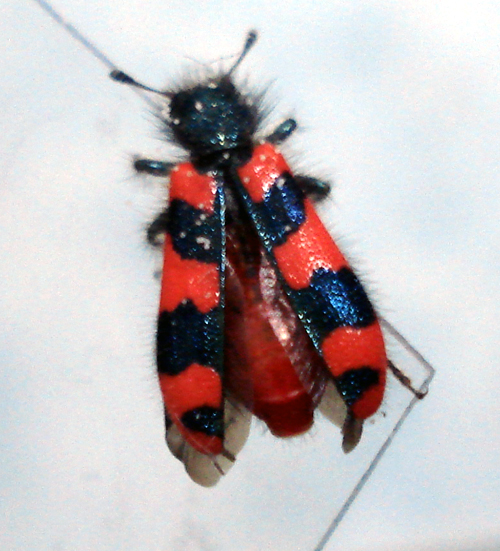
Trichodes alvearius
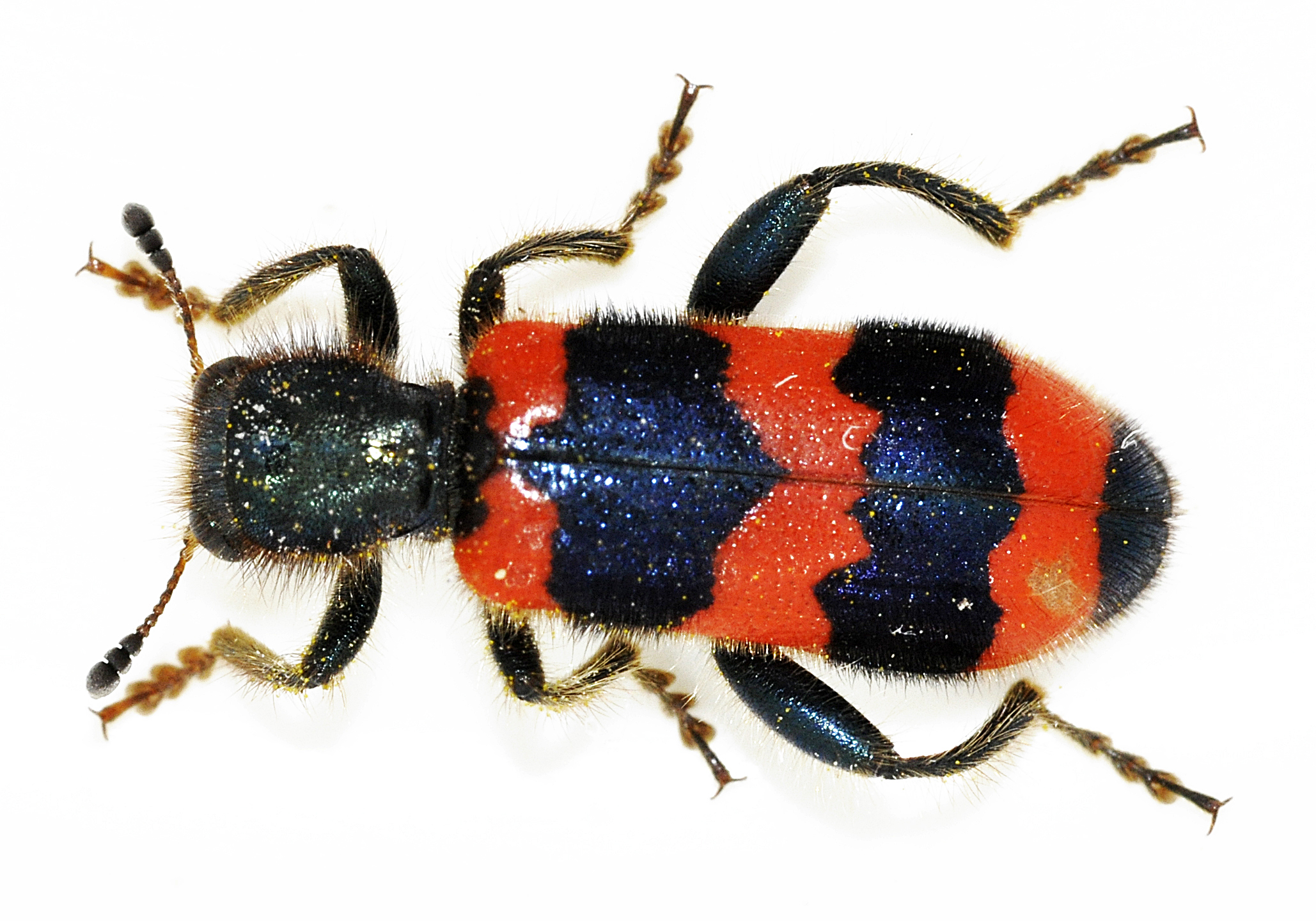
Trichodes apiarius
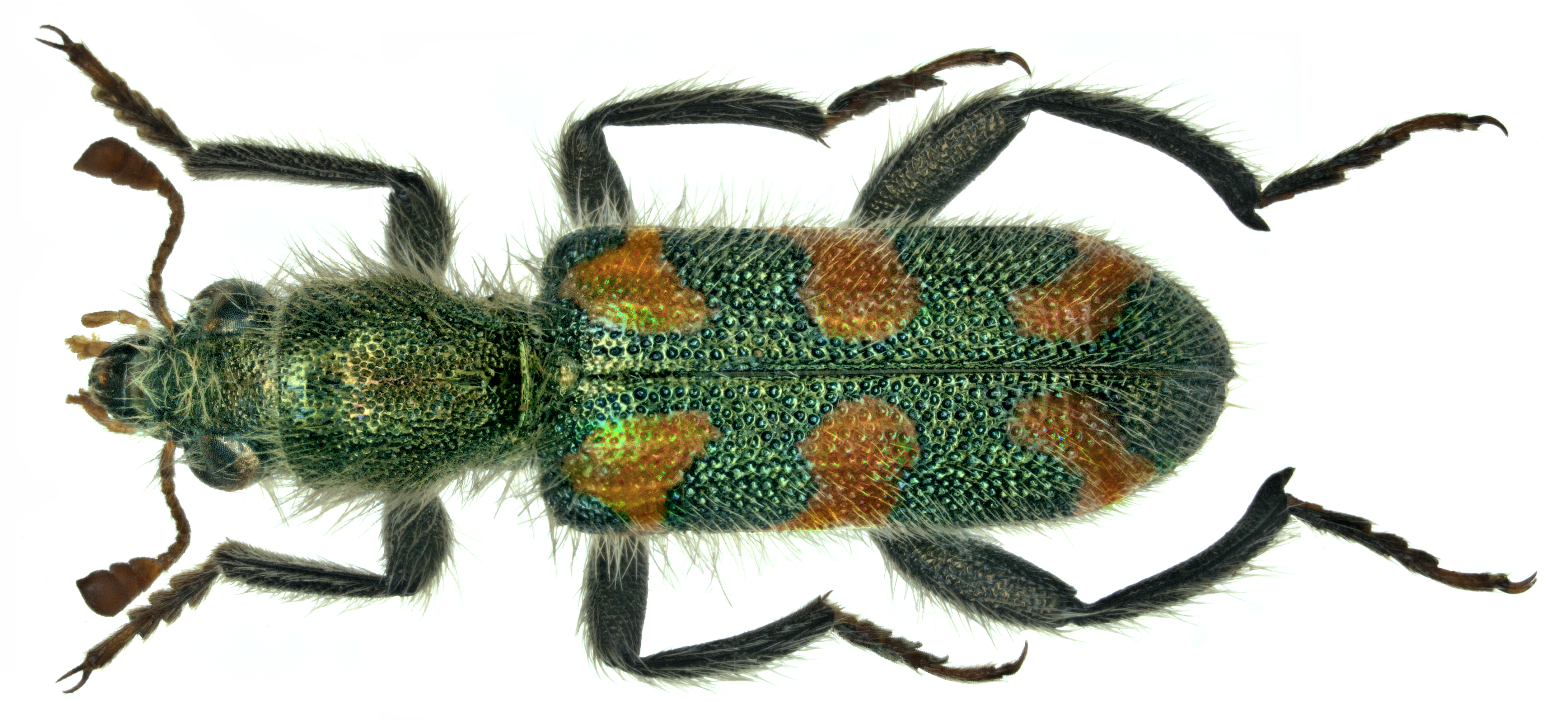
Trichodes heydeni
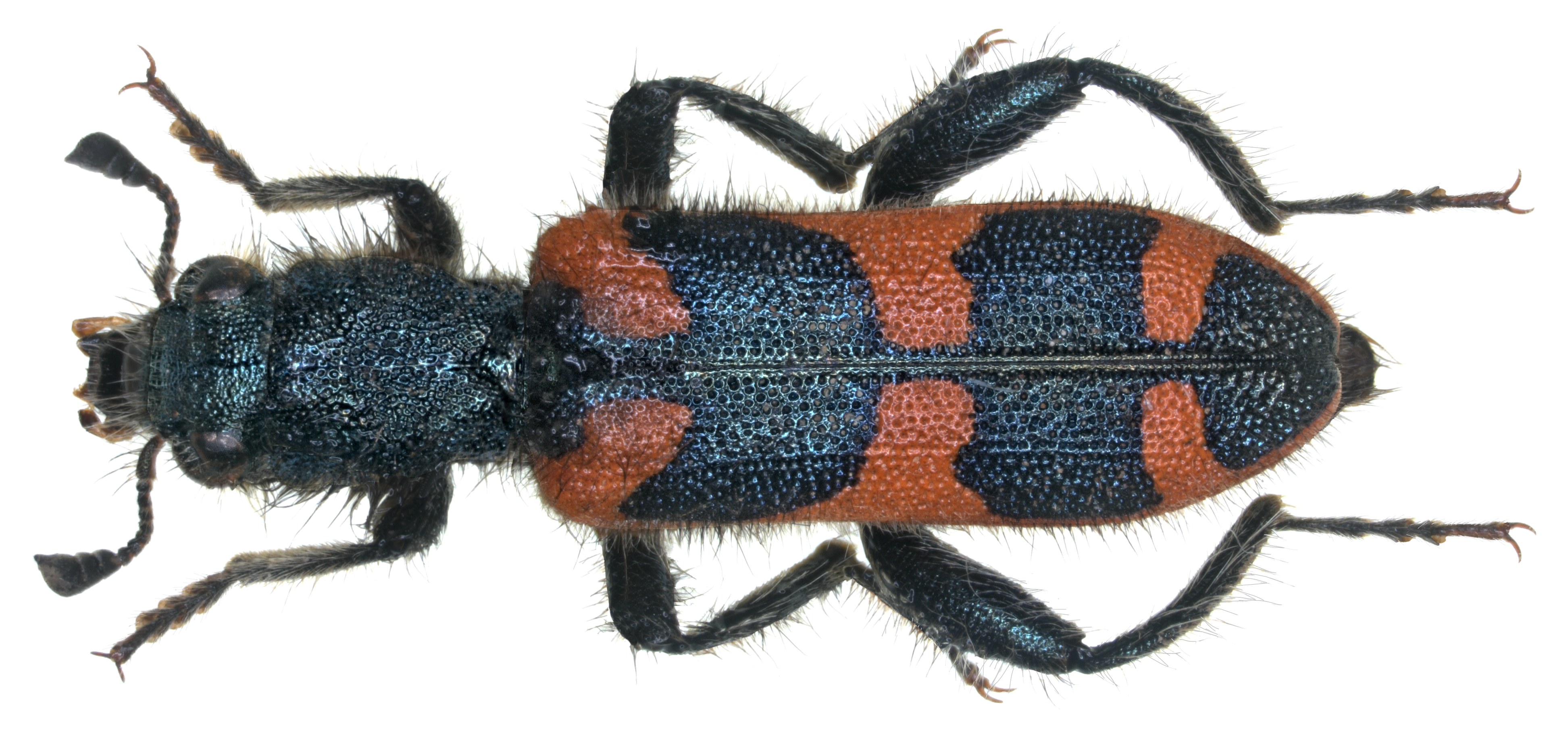
Trichodes holtzi
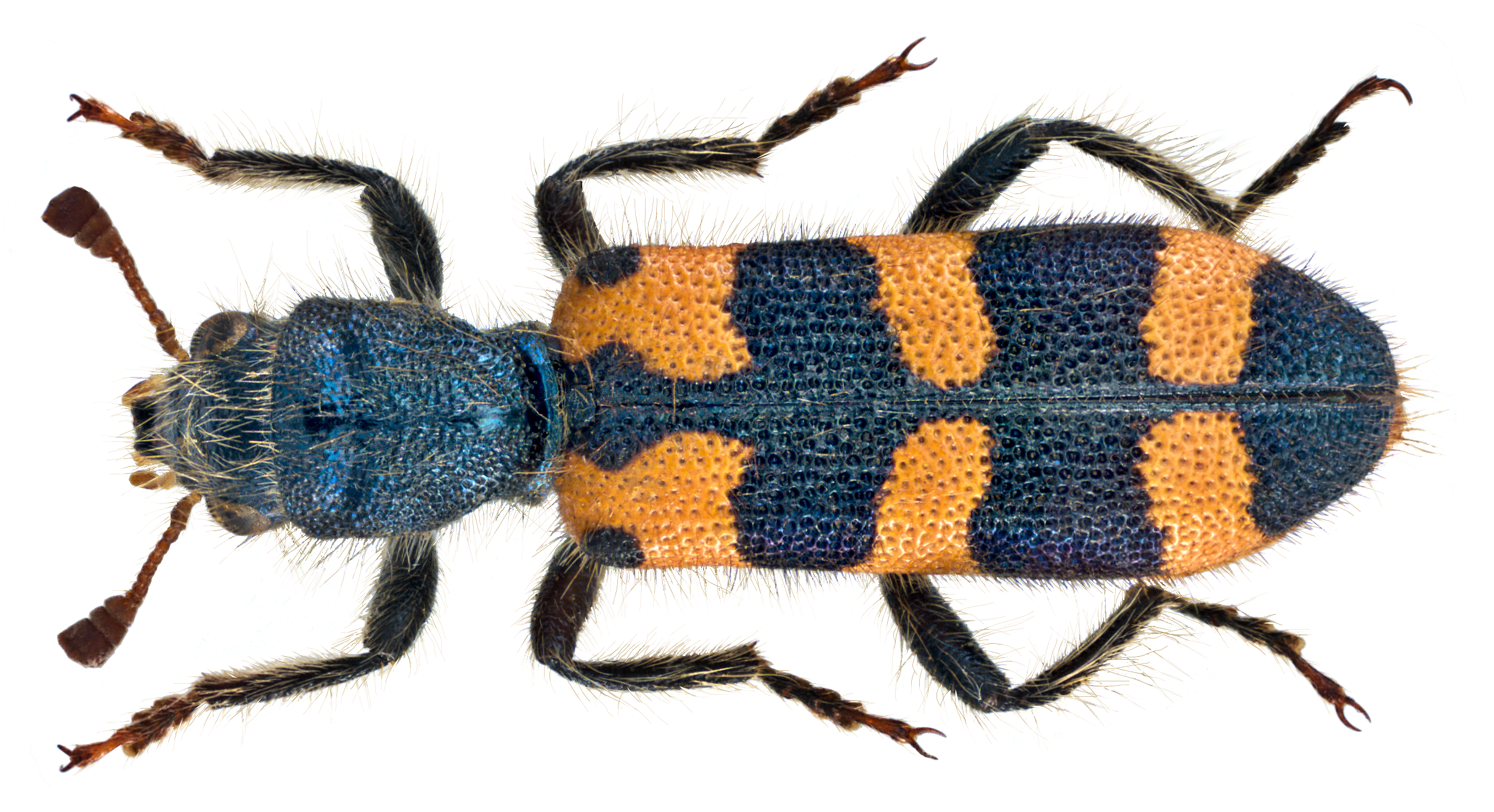
Trichodes leucopsideus
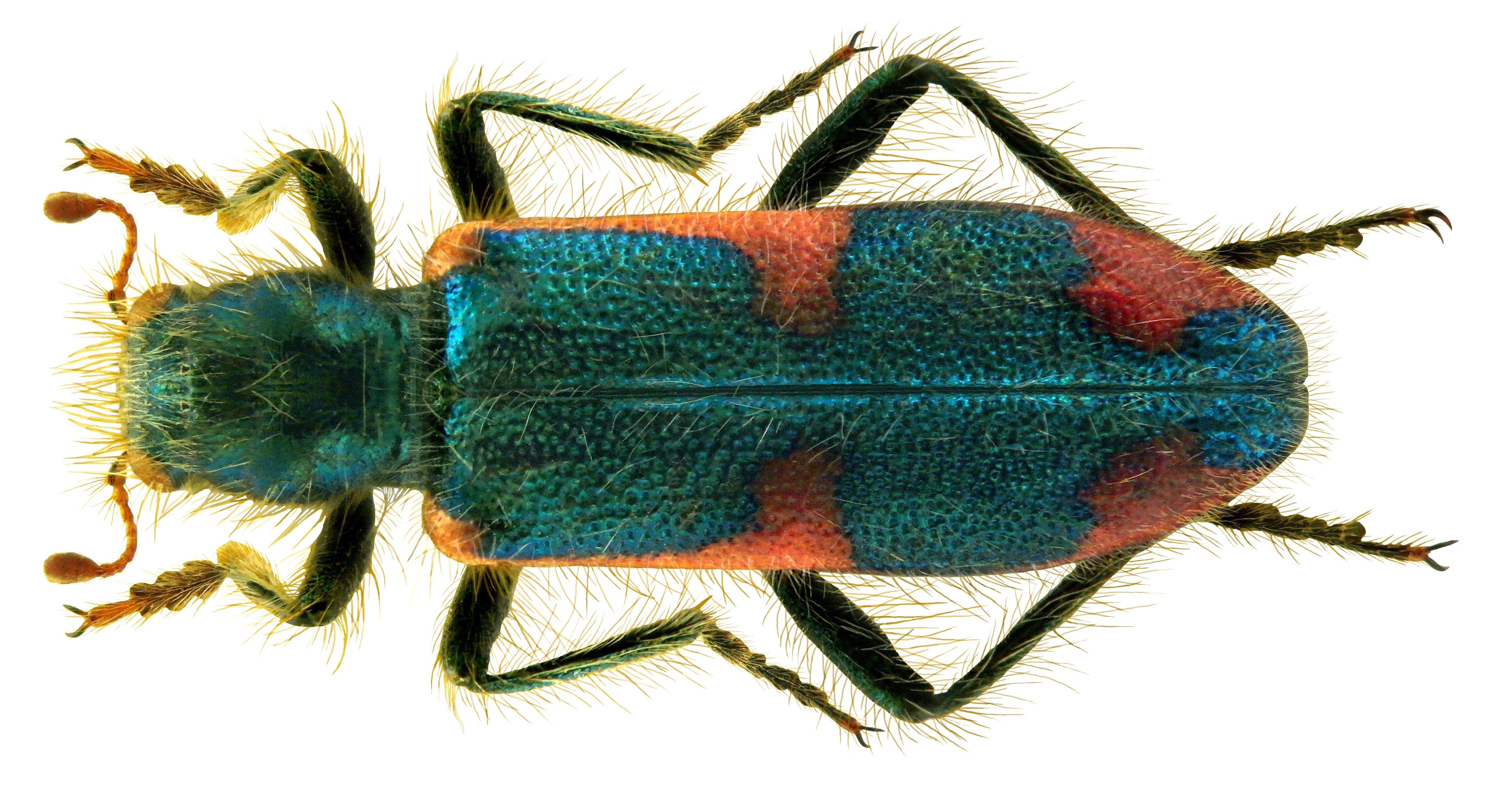
Trichodes nobilis
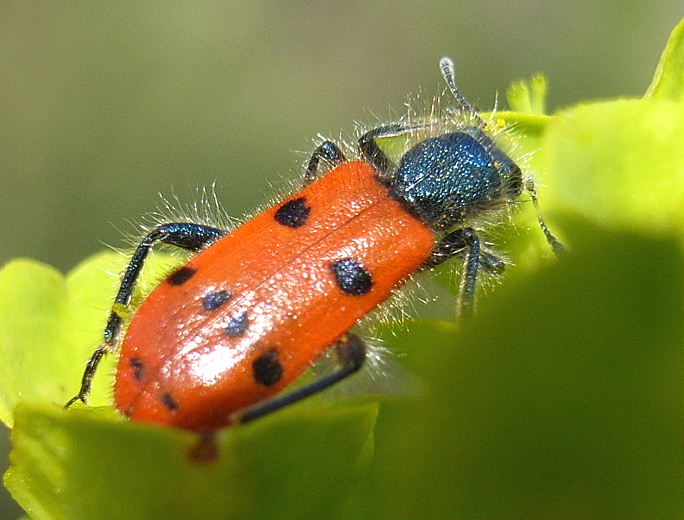
Trichodes octopunctatus
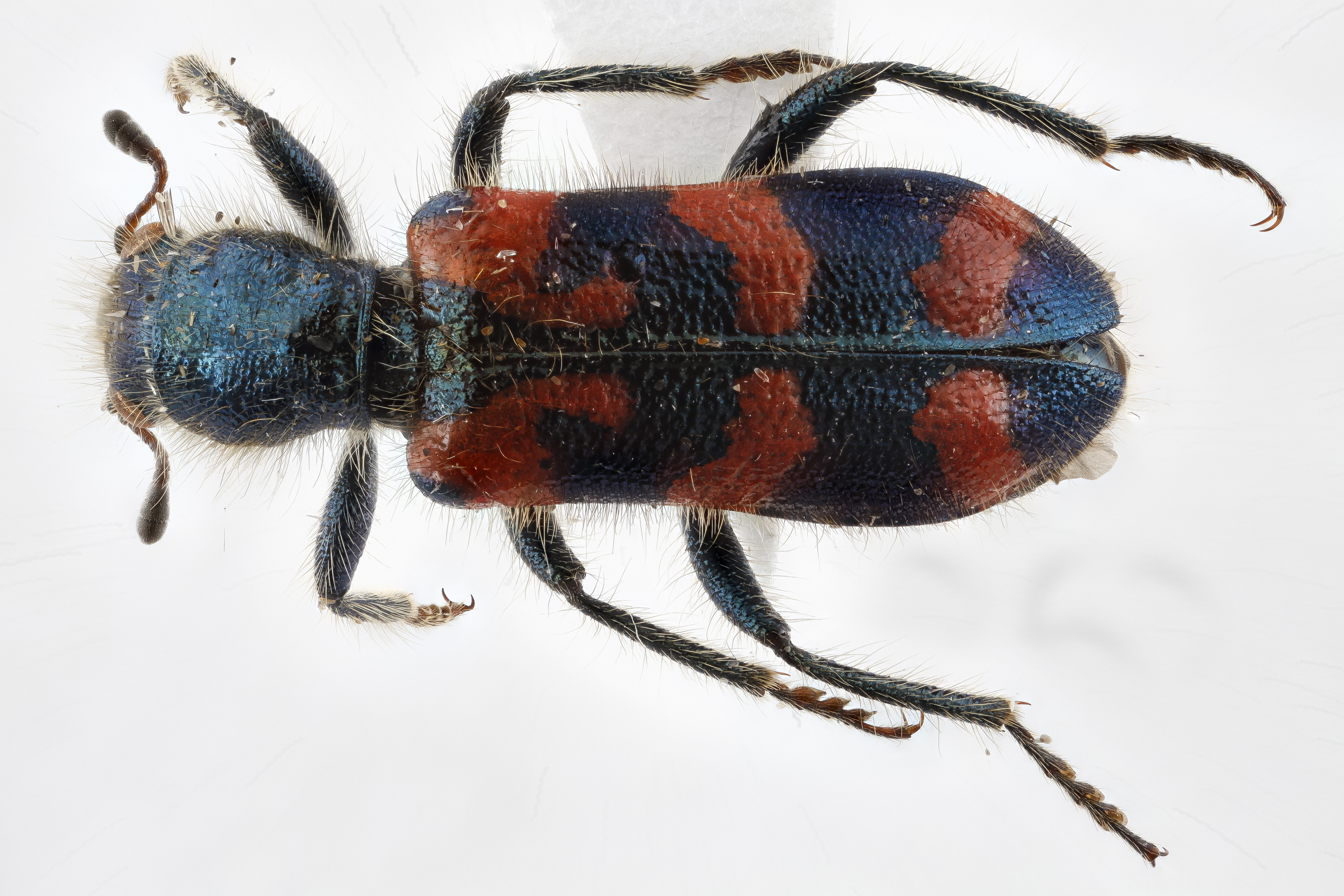
Trichodes ornatus
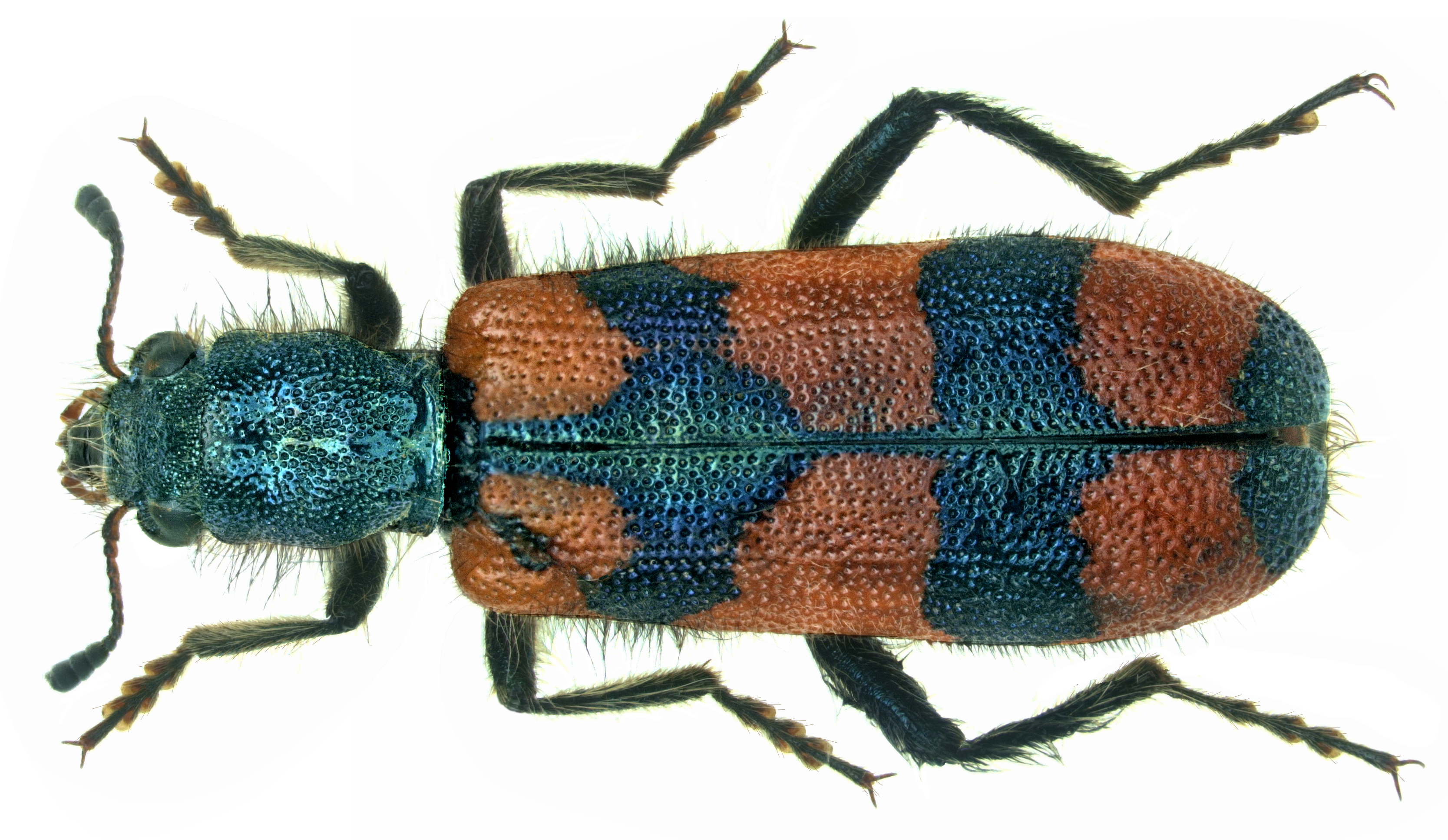
Trichodes persicus
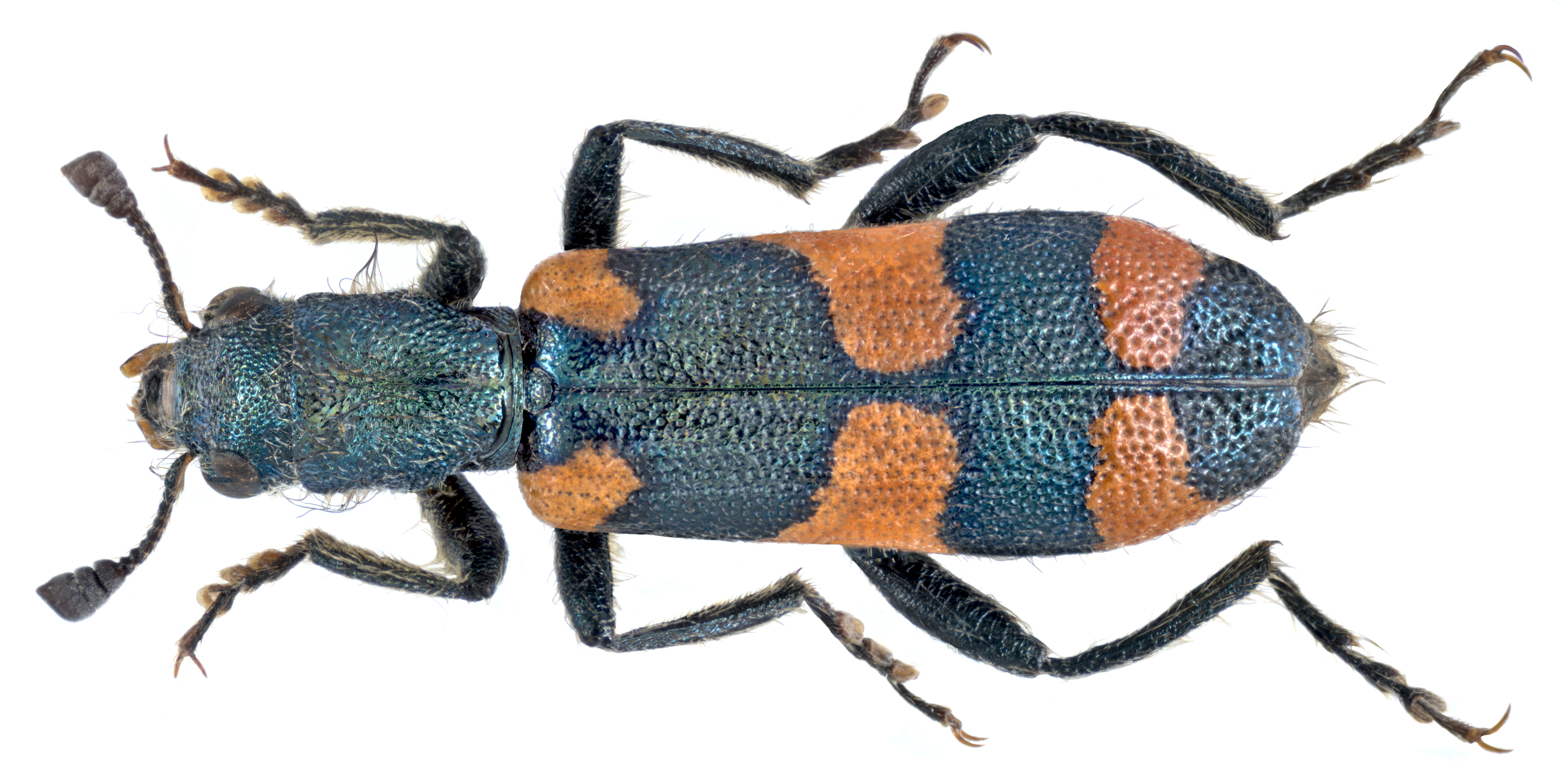
Trichodes punctatus
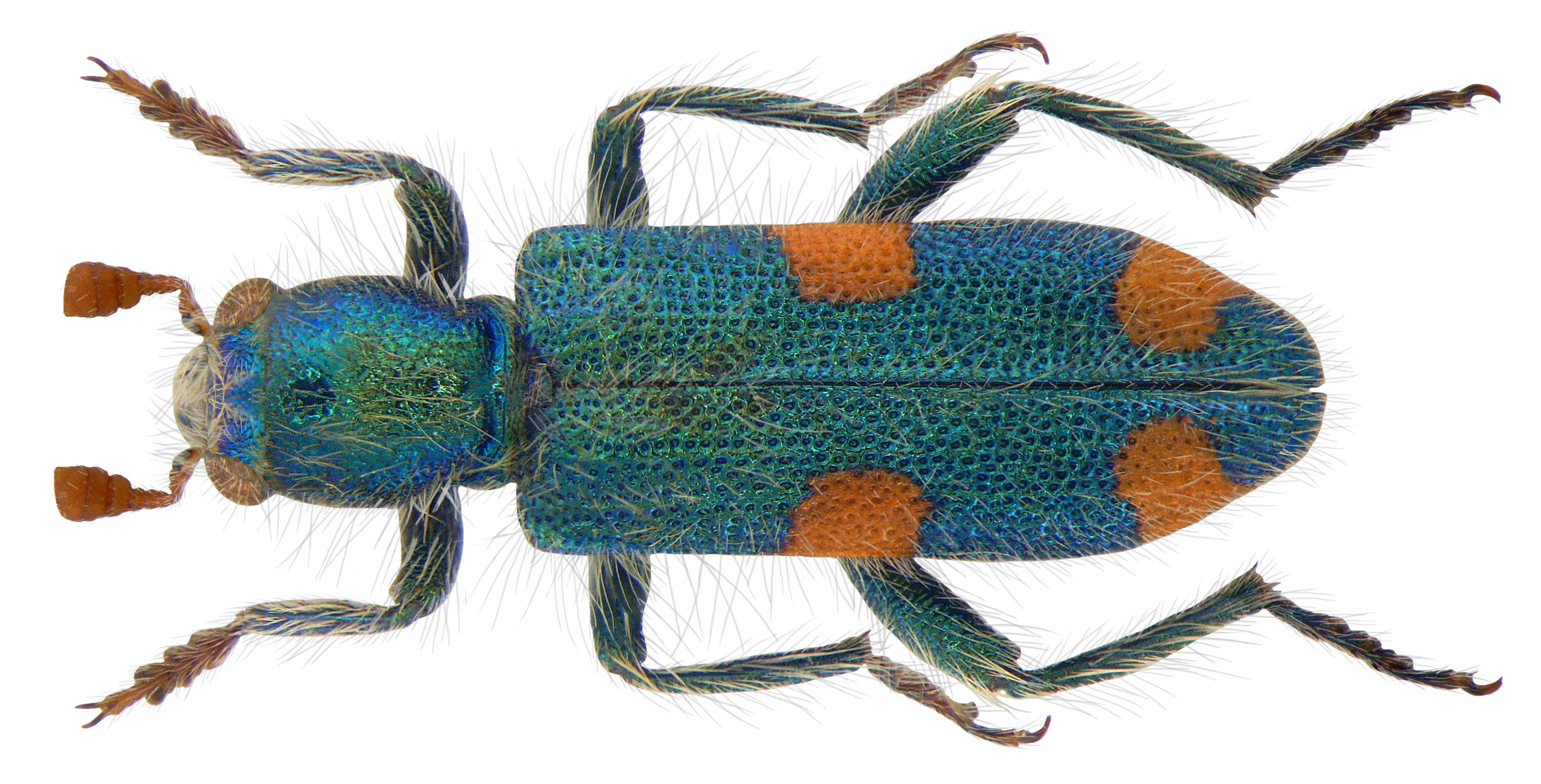
Trichodes quadriguttatus
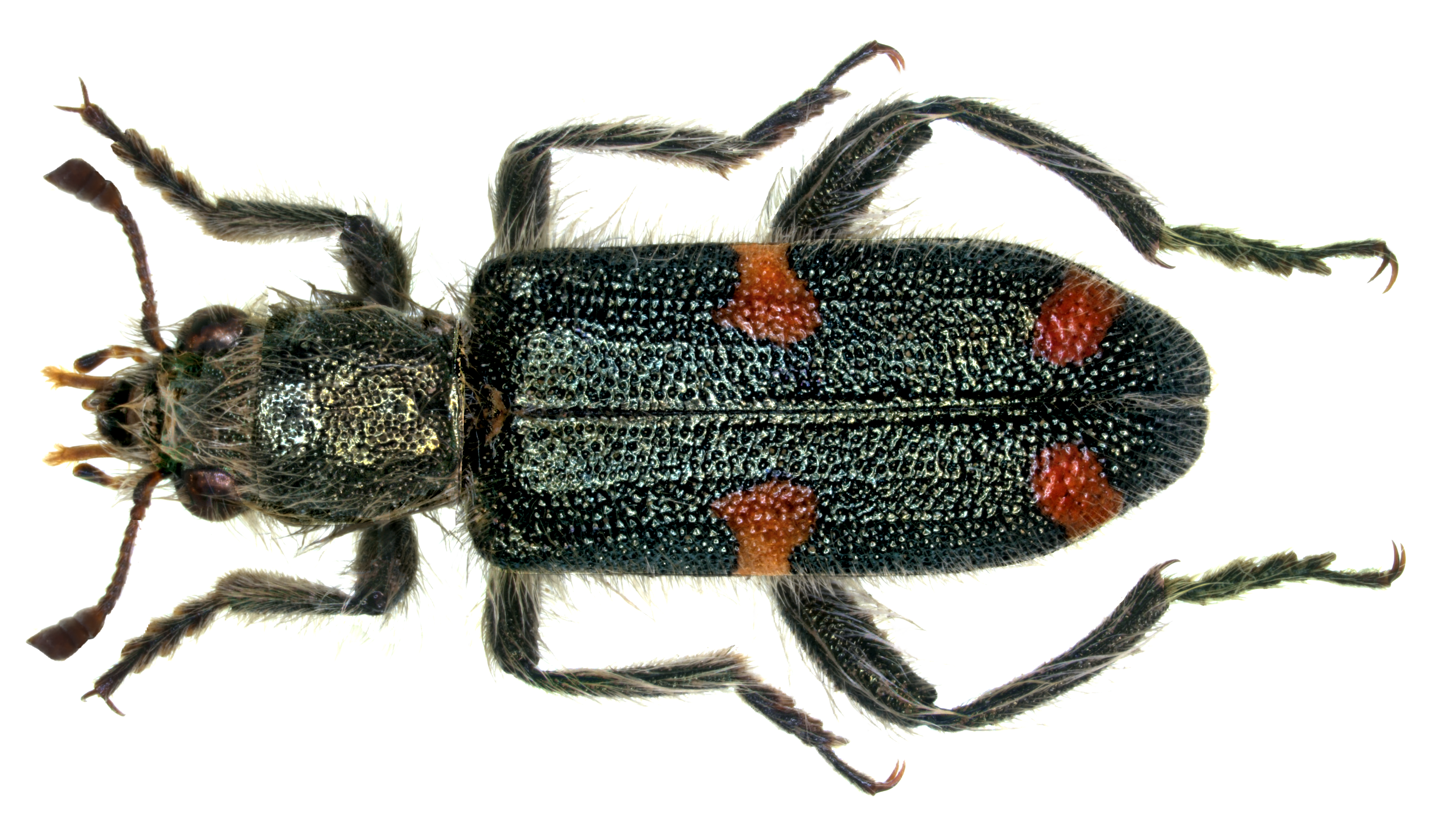
Trichodes sipylus
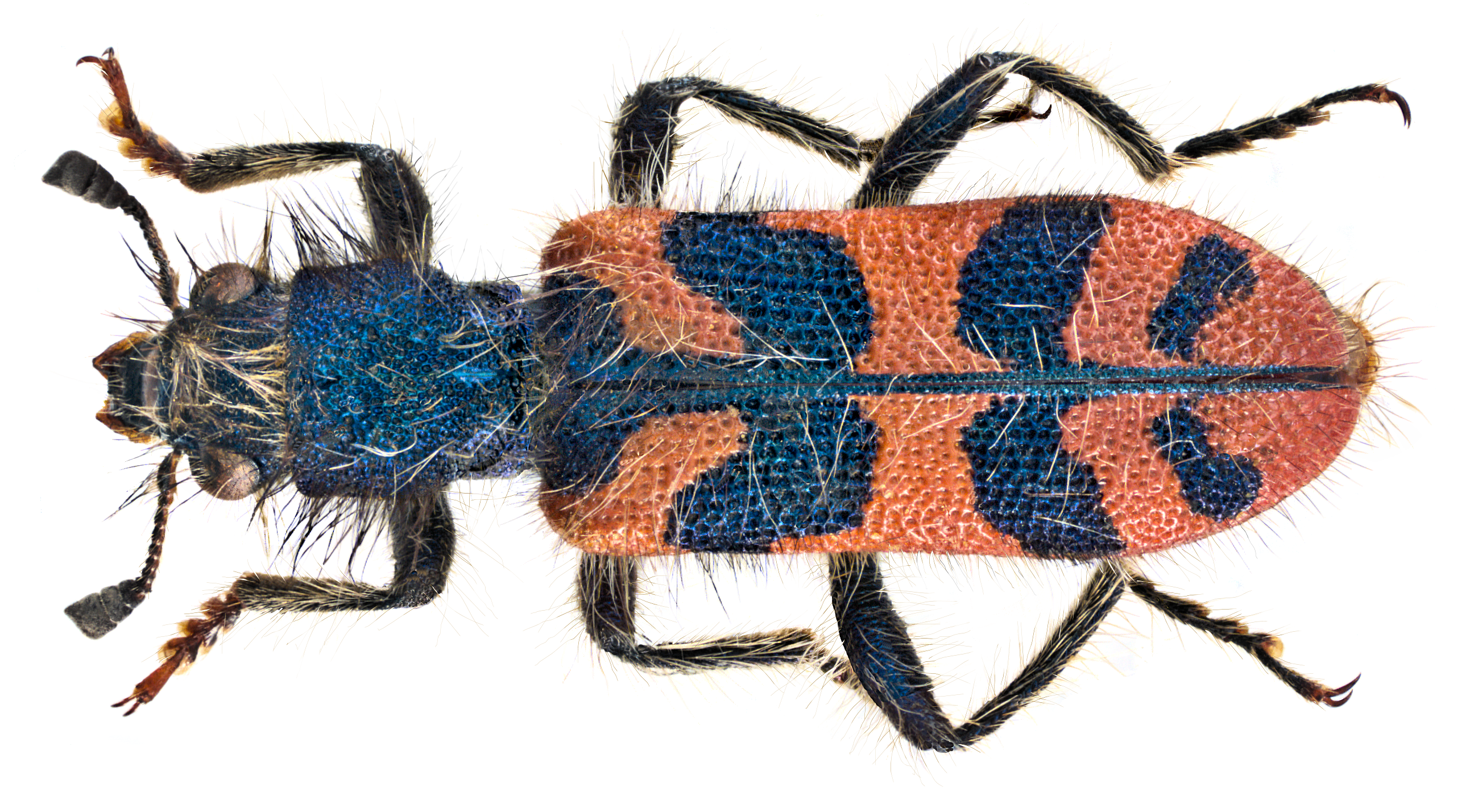
Trichodes umbellatarum
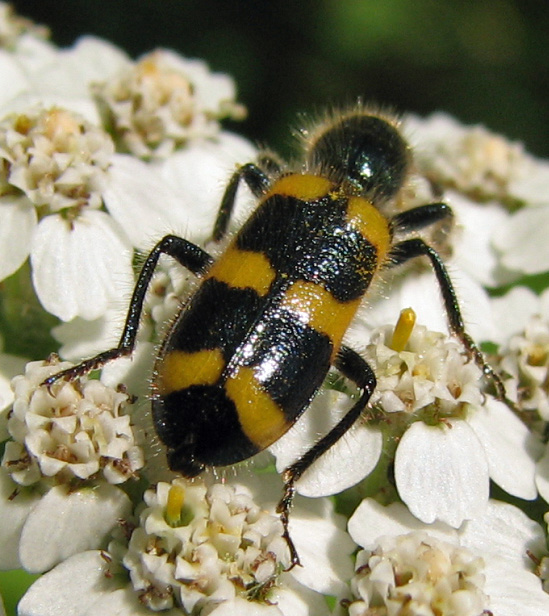
Trichodes nuttalli
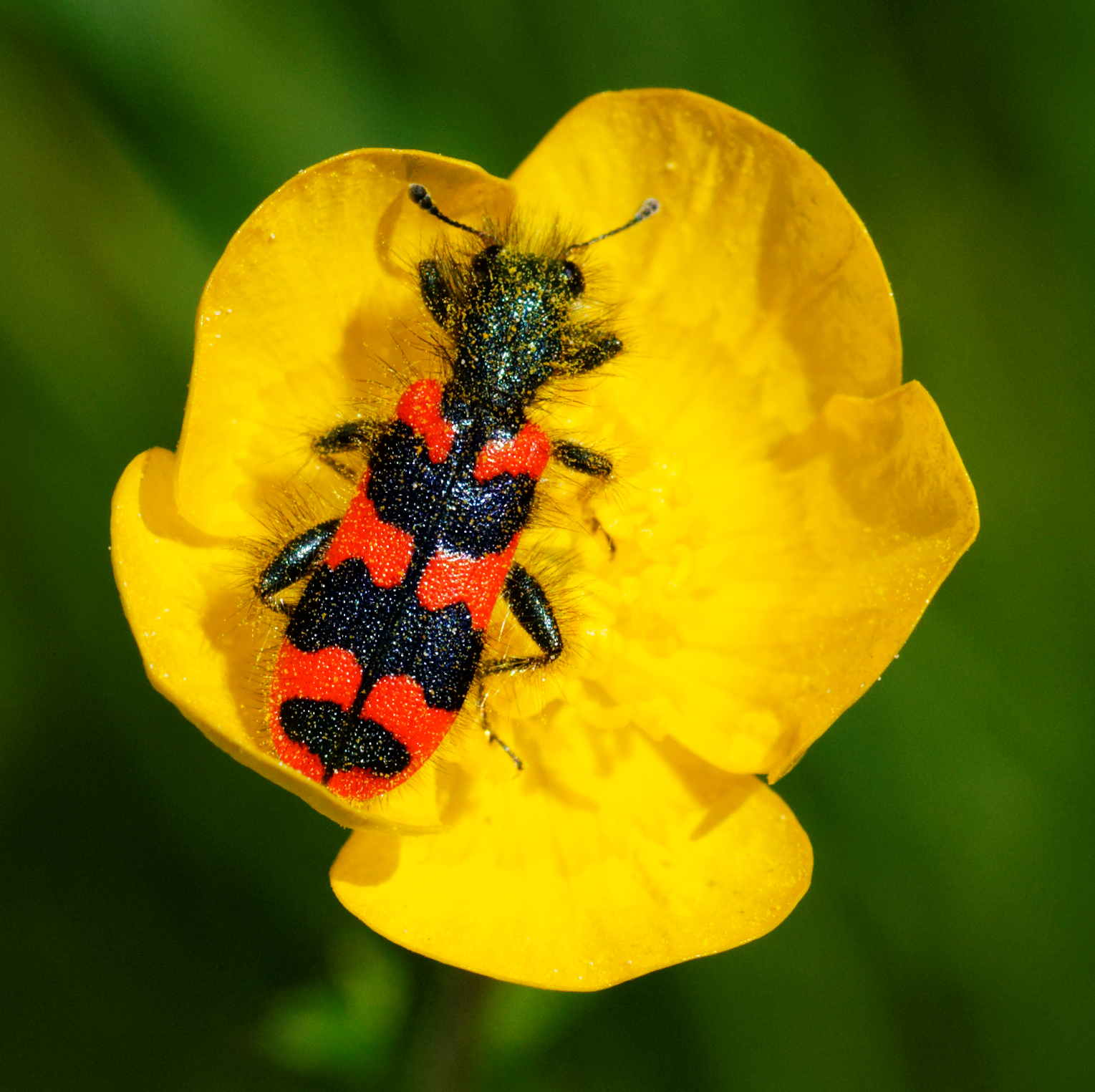
Trichodes sp.

## Especies
- Trichodes affinis Chevrolat, 1843
- Trichodes albanicus Winkler & Zirovnicky, 1980
- Trichodes alberi Escherich, 1893
- Trichodes alvearius (Fabricius, 1792)
- Trichodes ammios (Fabricius, 1787)
- Trichodes apiarius (Linnaeus, 1758)
- Trichodes apivorus Germar, 1824
- Trichodes axillaris Fischer von Waldheim, 1842
- Trichodes bibalteatus LeConte, 1858
- Trichodes crabroniformis (Fabricius, 1787)
- Trichodes creticus Brodsky, 1982
- Trichodes cyprius Reitter, 1893
- Trichodes davidis Deyrolle, 1878
- Trichodes dilatipennis Reitter, 1894
- Trichodes ephippiger Chevrolat, 1874
- Trichodes favarius (Illiger, 1802)
- Trichodes flavocinctus Spinola, 1844
- Trichodes ganglbaueri Escherich, 1893
- Trichodes graecus Winkler & Zirovnicky, 1980
- Trichodes heydeni Escherich, 1892
- Trichodes hofferi Žirovnický, 1974
- Trichodes holtzi Hintz, 1902
- Trichodes inermis Reitter, 1894
- Trichodes insignis Ronchetti, 1910
- Trichodes ircutensis (Laxmann, 1770)
- Trichodes jelineki Brodsky & Winkler, 1988
- Trichodes laminatus Chevrolat, 1843
- Trichodes leucopsideus (Olivier, 1795)
- Trichodes longissimus (Abeille de Perrin, 1881)
- Trichodes nobilis Klug, 1842
- Trichodes nutalli (Kirby, 1818)
- Trichodes oberthueri Chanipenois, 1900
- Trichodes octopunctatus (Fabricius, 1787)
- Trichodes olivieri (Chevrolat, 1843)
- Trichodes ornatus Say, 1823
- Trichodes pulcherrimus Escherich, 1892
- Trichodes punctatus Fischer von Waldheim, 1829
- Trichodes quadriguttatus Adams, 1817
- Trichodes reichei (Mulsant & Rey, 1863)
- Trichodes similis Kraatz, 1894
- Trichodes sipylus (Linnaeus, 1758)
- Trichodes suspectus Escherich, 1892
- Trichodes suturalis Seidlitz, 1891
- Trichodes syriacus Spinola, 1844
- Trichodes turkestanicus Kraatz, 1882
- Trichodes umbellatarum (Olivier, 1795)
- Trichodes viridiaureus (Abeille de Perrin, 1881)
- Trichodes winkleri Zirovnicky, 1976
- Trichodes zaharae Chevrolat, 1861
- Trichodes zebra Faldermann, 1835